# مستعمرة روانوك
يشير مصطلح مستعمرة روانوك (بالإنجليزية: Roanoke Colony)‏ إلى محاولتين اثنتين قام بهما السير والتر رالي لتأسيس أول مستوطنة إنجليزية دائمة في أمريكا الشمالية. أسس الوالي رالف لين المستعمرة الأولى في عام 1585 في جزيرة روانوك في المنطقة التي تُعرف اليوم باسم بمقاطعة دير في ولاية كارولاينا الشمالية في الولايات المتحدة الأمريكية. أنشأ جون وايت في عام 1587 -بعد فشل مستعمرة عام 1585- مستعمرة أخرى على نفس الجزيرة، وأصبحت تُعرف باسم «المستعمرة المفقودة» بسبب الاختفاء غير المُفسر لسكانها.
كانت مستعمرة رالف لين تعاني من نقص في الإمدادات، ومن العلاقات السيئة مع الأمريكيين الأصليين المحليين. قرر لين، في الفترة التي قضاها سكان المستعمرة في انتظار ريتشارد جرينفيل ليحضر لهم المؤونة، أن يهجر المستعمرة ويعود إلى إنكلترا مع فرانسيس دريك، وهو ما حصل في عام 1586. وصل جرينفيل إلى إنكلترا بعد أسبوعين اثنين من انطلاق رحلته، وترك وراءه كتيبة صغيرة لتحمي مصالح رالي. أرسل رالي في عام 1587 وايت في رحلة استكشافية لإنشاء «سيتي أوف رالي» في خليج تشيزبيك. أصر ربان سفينة القيادة سايمون فيرنادز -خلال توقف الرحلة للاطمئنان على رجال جرينفيل- على إبقاء المستعمرين التابعين لجون وايت في روانوك.
عاد وايت إلى إنكلترا مع فرنايدز، وكان حينها ينوي إحضار المزيد من الإمدادات للمستعمرة بحلول عام 1588. أرجأت الحرب بين إنكلترا وإسبانيا عودته إلى روانوك إلى عام 1590. وجد وايت عند وصوله إلى روانوك المستعمرة محصنةً ولكن مهجورة، ووجد كلمة "CROATOAN" محفورة على سور المستعمرة، ففسرها على أنها تُشير إلى انتقال المستمعرين إلى جزيرة كرواتوان، لكنه لم يتمكن من متابعة رحلته إلى تلك الجزيرة بسبب هيجان البحر، الأمر الذي اضطره إلى العودة إلى إنكلترا مع سفنه.
ما يزال مصير مستعمري عام 1587 مجهولاً حتى اللحظة. تقترح بعض التخمينات أنهم اندمجوا مع مجتمعات الأمريكيين الأصليين ابتداءً من عام 1605. أفادت التحقيقات التي أجراها مستعمرو جيمستاون بتقارير تدعي تَعَرُض مستوطني روانوك مع أشخاصٍ آخرين لهم امتيازات أوروبية كانوا يتواجدون في القرى التابعة للأمريكيين الأصليين للقتل في مذبحة، ولكن لا يوجد حتى يومنا هذا أي دليل دامغٍ على هذه الادعاءات. تراجع الاهتمام بهذه القضية حتى عام 1834 وذلك عندما نشر جورج بانكروفت روايته التي حملت اسم «تاريخ الولايات المتحدة». وصف بانكروفت المستعمرين -ولا سيما حفيدة وايت «فرجينيا دير»- على أنهم شخصيات أساسية في الثقافة الأمريكية وعلى أنهم قد استرعوا اهتمام الجماهير. على الرغم من الاهتمام المتجدد بلغز مستعمرة روانوك، إلا أن الأبحاث الحديثة لم تقدم أي أدلة أثرية لحله.

## خلفية
اكتُشفت سلسلة جزر أوتر بانكس في عام 1524 من قبل جيوفاني دا فيرازانو الذي أخطأ بين بحيرة بامليكو ساوند الشاطئية والمحيط الهادئ، وخلص -بسبب بفهمه الخاطئ هذا- إلى أن الجزر الحاجزة كانت برزخاً اعتبره طريقاً مختصراً إلى الصين، قدم دا فيرازانو نتائجه التي توصل إليها إلى ملك فرنسا فرانسوا الأول، وإلى ملك إنكلترا هنري الثامن، ولكن لم يُقِم أي منهما أي اعتبارٍ للموضوع.
في عام 1578 منحت ملكة إنكلترا إليزابيث الأولى للسير همفري غلبرت ميثاقاً لاستكشاف واستعمار المناطق التي لم تطالب بها الممالك المسيحية. كانت شروط الميثاق غامضة، على الرغم من أن جيلبرت قد فهمها على أنها تمنحه الحق في جميع أراضي العالم الجديد الواقعة إلى الشمال من فلوريدا الإسبانية. بعد وفاة جيلبرت في عام 1853، قامت الملكة بتقسيم الميثاق بين شقيقه أدريان جيلبرت وأخيه غير الشقيق والتر رالي. أعطى الميثاق لأدريان تفويضاً على نيوفاوندلاند وعلى جميع نقاط الشمال، إذ كان يتوقع الجغرافيون العثور على ممر شمالي غربي إلى آسيا لطالما طال انتظاره. مُنح رالي الأراضي الواقعة في اتجاه الجنوب، بالرغم من أن إسبانيا كانت تُطالب بأجزاء واسعة منها. كان الكاتب الإنكليزي ريتشارد هاكلوت في ذلك الوقت قد لاحظ «برزخ» فيرازانو الواقع ضمن الأماكن الخاضعة لسلطة رالي، وكان يجهز حملةً تهدف لاستفادة إنكلترا من هذا البرزخ.
ينص ميثاق رالي الصادر في 25 آذار/ مارس من عام 1584 على وجوب إنشاء رالي لمستعمرة بحلول عام 1591، وإلا فإنه سيفقد حقه في الاستعمار. لذلك، فقد كان عليه «الاستكشاف، والبحث، والتحقق، والاطلاع على الأراضي النائية البربرية وعلى البلدان والأقاليم ليفرض سيطرته عليها ويحتلها ويستمتع بها». كان من المتوقع أي يُنشئ ريلي قاعدة يمكن من خلالها إرسال سفن قرصنة تفويضية في غزوات للإغارة على أساطيل الكنوز في إسبانيا.
على الرغم من الصلاحيات الواسعة التي كان رالي يتمتع بها، فقد مُنع من الابتعاد عن الملكة. فوَّض رالي -بدلاً من قيادته للرحلات إلى الأمريكيتين بشكلٍ شخصي- هذه المهام إلى مساعديه بينما أشرف هو على العمليات من لندن. 

## رحلة أماداس بارلو
رتّب رالي على جناح السرعة بعثةً تهدف لاستكشاف المناطق المفوضة إليه، غادرت البعثة إنكلترا في 27 أبريل/ نيسان من عام 1584. كانت البعثة مؤلفة من اثنين من سفن الباروك، قاد السفينة الأكبر بينهما فيليب أماداس، وكان سيمون فرنانديز هو ربانها، بينما قاد السفينة الثانية آرثر بارلو. تشير بعض الدلائل إلى احتمال مشاركة كل من توماس هاريوت وجون وايت في هذه البعثة، دون تواجد أية سجلات تؤكد مشاركتهما فيها بشكل مباشر.
استخدمت البعثة في رحلتها طريقاً نمطياً عبر المحيط الأطلسي، إذ أبحرت جنوباً بهدف إدراك رياح التجارة التي حملت السفن ونقلتها غرباً إلى جزر الهند الغربية حيث جمعوا المياه الصالحة للشرب. أبحرت السفينتان بعد ذلك باتجاه الشمال حتى الرابع من شهر يوليو/تموز وذلك عندما وصلوا إلى أرض تسمى اليوم «كيب فير». وصل الأسطول إلى اليابسة في 13 يوليو/ تموز عند المدخل الشمالي لجزيرة هاتوراسك، والذي أصبح فيما بعد يُعرف باسم «ميناء فيرناندو» بعد أن اكتشفها فرنانديز.
من المحتمل أن يكون الأمريكيون الأصليون الذين كانوا يسكنون تلك المنطقة قد واجهو -أو على الأقل لاحظوا- الأوروبيين الذي أتوا في الحملات السابقة. سرعان ما تواصل شعب «سيكوتان» -الذي كان يسيطر على جزيرة روانوك وعلى الأراضي الرئيسية التي تتوسط ألبيمارل ساوند ونهر بامليكو- مع الإنكليزيين وأقاموا علاقاتٍ ودية معهم. أًصيب زعيم شعب السيكوتان بجروح في معركة مع قبائل بامليكو، لذلك فقد أخذ أخوه جرانجامينيو مكانه في زعامة القبيلة.
أشاد كل من أماداس وبارلو، عند عودة البعثة إلى إنكلترا في الخريف، بحفاوة استقبالهم من قبل قبائل الأمريكيين الأصليين، وبموقع روانوك الاستراتيجي، وأحضروا معهم اثنين من السكان الأصليين وهما وانتشيز الذي ينتمي لشعب سيكوتان، ومانتيو الذي ينتمي لشعب جزيرة كرواتان والذي كانت والدته زعيمة للجزيرة. وصفت تقارير البعثة المنطقةَ على أنها أرض جميلة ووافرة، في إشارة إلى العصر الذهبي وإلى جنة عدن، على الرغم من إمكانية أن يكون رالي قد بالغ في توصيفه لإيجابيات الأرض الجديدة المكتشفة. 
أُعجبت الملكة إليزابيث بنتائج رحلة رالي. وأطلقت خلال الاحتفال بمنح رالي لقب «فارس» في عام 1585 على الأرض الممنوحة له اسم «فيرجينيا» وأطلقت على رالي لقب «الفارس اللورد وحاكم فيرجينيا». بدأ بعدها السير والتر رالي بالبحث عن مستثمرين لتمويل المستعمرة.